# 영원한 모정
"영원한 모정"은 1968년 공개된 대한민국의 영화이다.

## 배역
- 박노식
- 김지미
- 김승호
- 허장강
- 이순재
- 정애란
- 추석양
- 조덕성
- 최창호
- 나정옥
- 최준
- 최병철
- 석귀녀
- 최은연
- 이예성
- 박광진
- 이길억
- 박순봉
- 김세라
- 나일
- 권오상
- 장훈
- 성소민
- 이일웅